# Casa Zekate
Casa Zekate (in albanese Zapanaja e Zekatëve), è una dimora storica di Argirocastro, in Albania. Si ritiene che la casa, costruita nel 1812, sia "uno dei più grandiosi esempi di architettura di Argirocastro in stile ottomano".

## Storia e descrizione
Le casetorri fortificate, conosciute in lingua albanese come kullë, appartenevano a persone facoltose, come i funzionari governativi o i mercanti.
Tutte le camere hanno una struttura essenziale: un piano terra sicuro con una galleria in legno in cima, che sono le stanze più importanti per una famiglia allargata. I banchi sono posizionati sui muri per aiutare a difendersi dai nemici in caso di attacco. Casa Zekate è un esempio di kullë urbana. Costruita nel 1811-1812, ha due torri e una grande facciata a doppio arco. Il costruttore era Beqir Zeko, un amministratore generale nel governo di Giannina di Ali Pascià. Si trova nel quartiere Palorto nella periferia alta della città e domina l'intera area.

## Galleria d'immagini

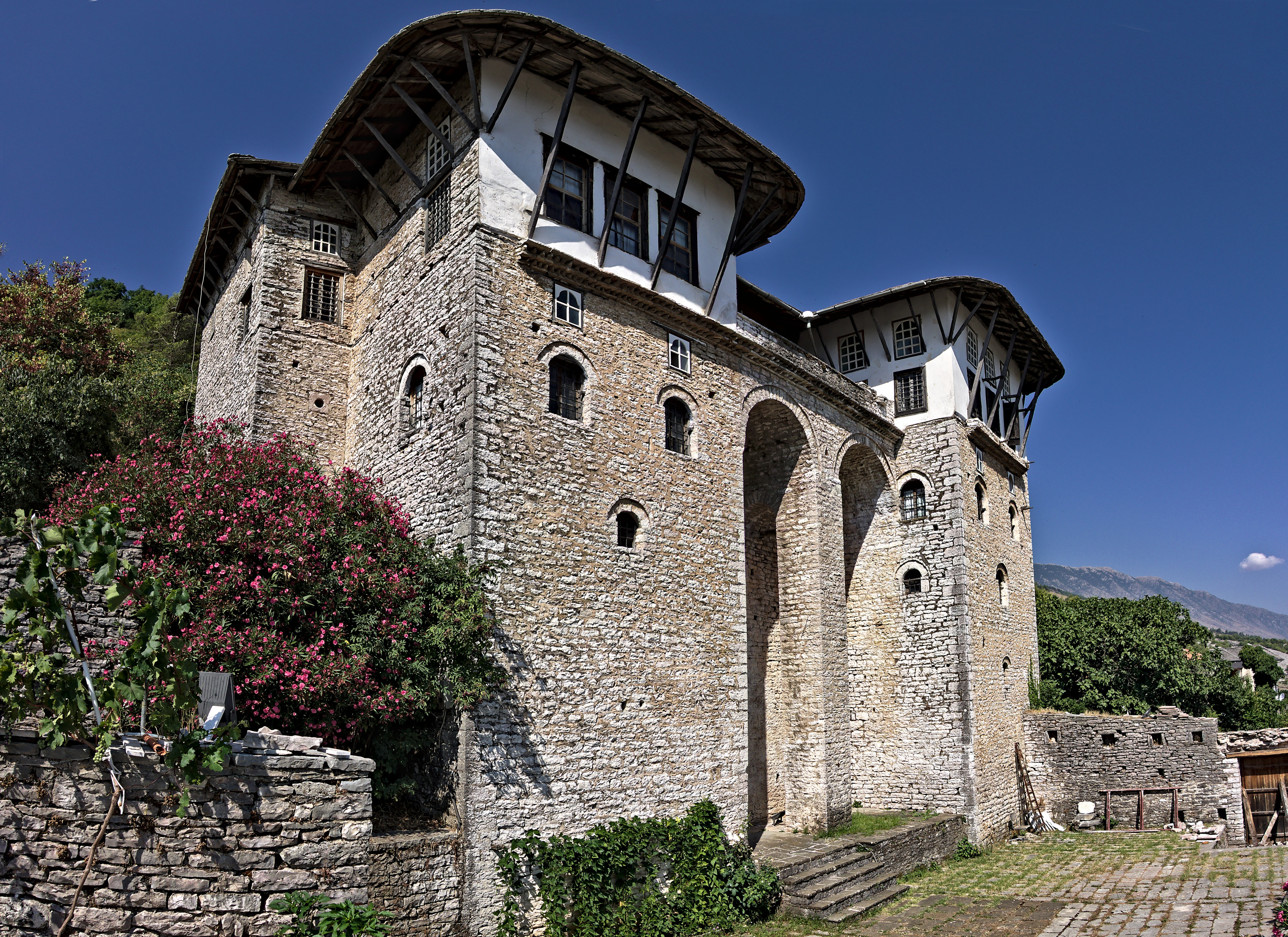
Casa Zekate
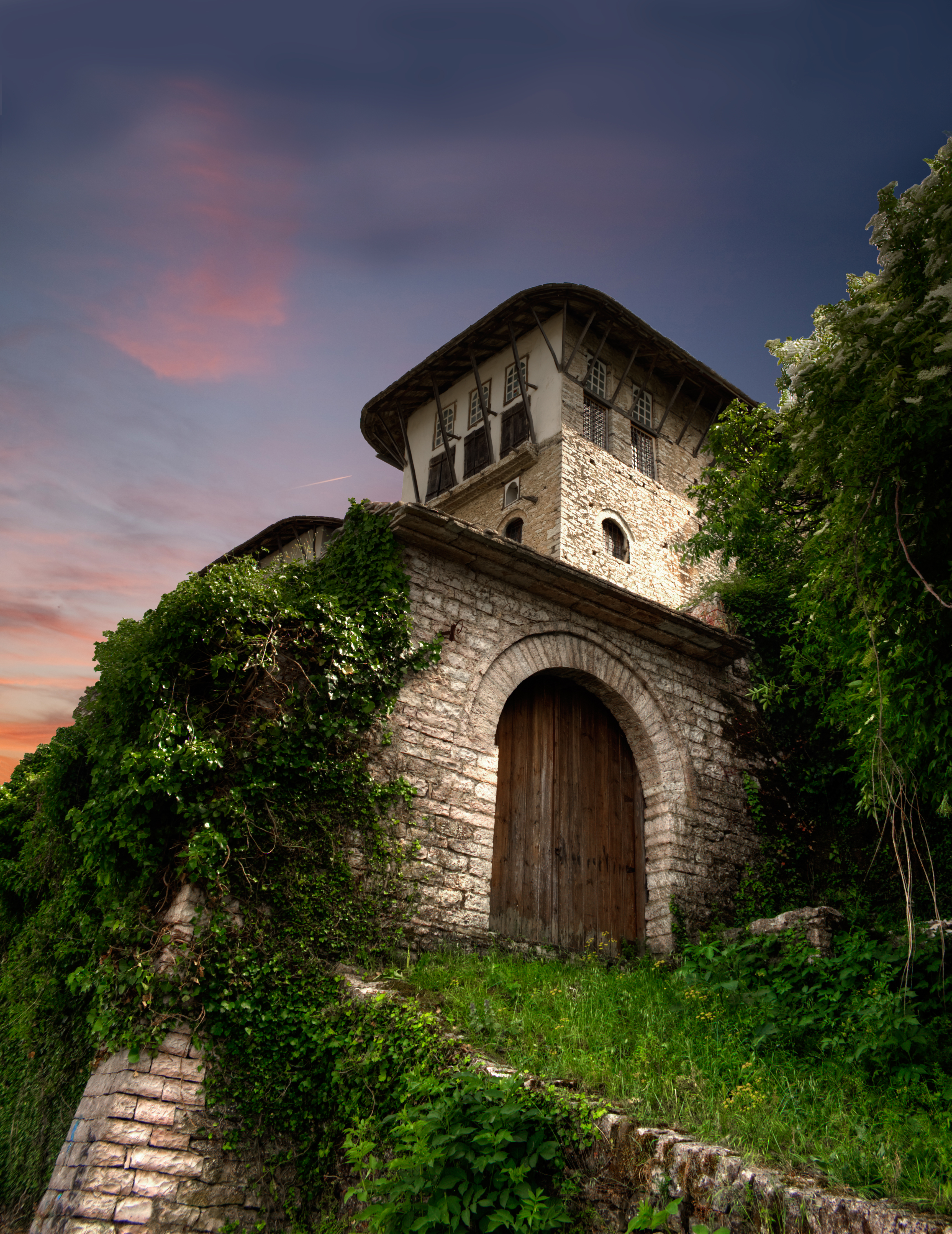
Cancello
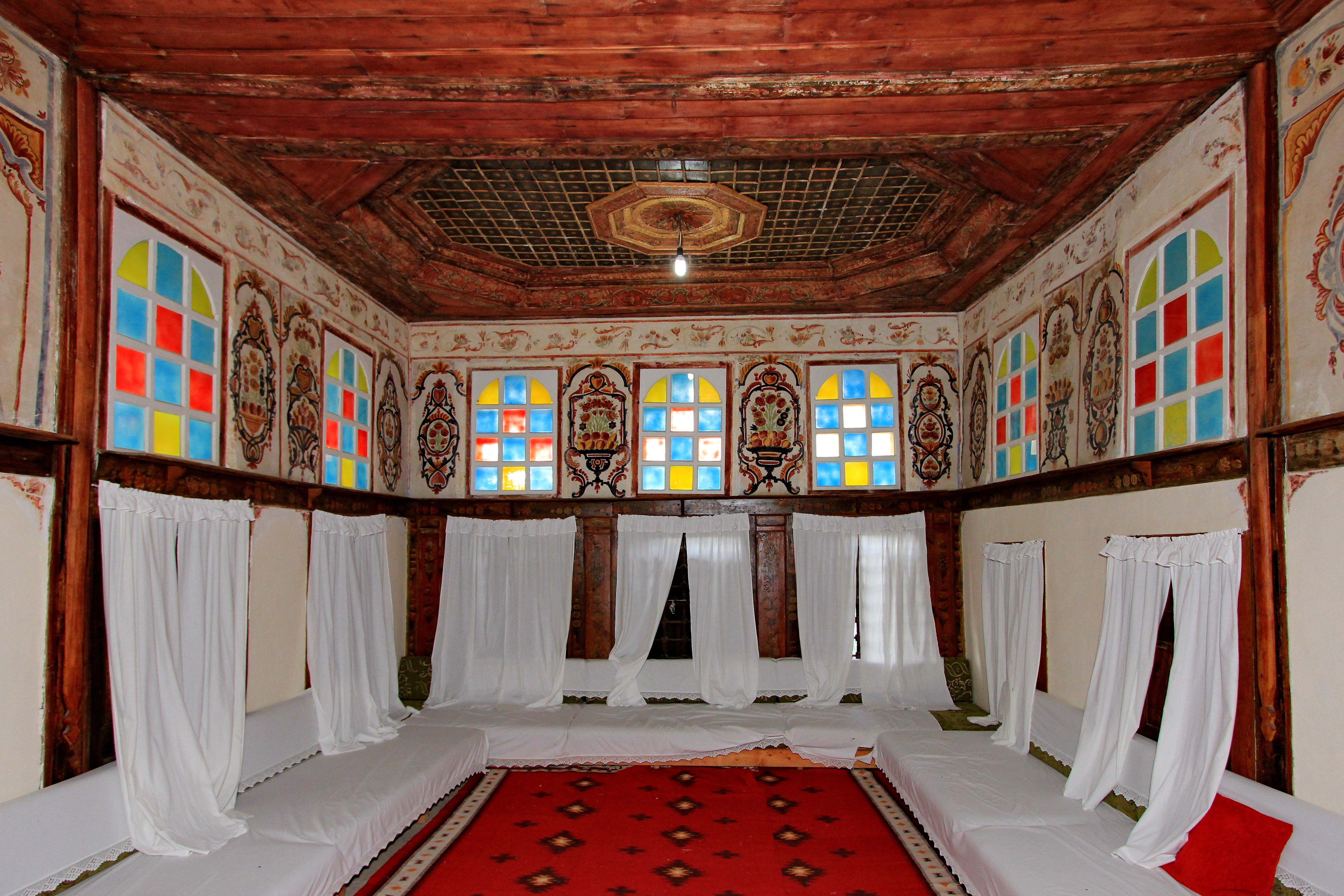
Camera
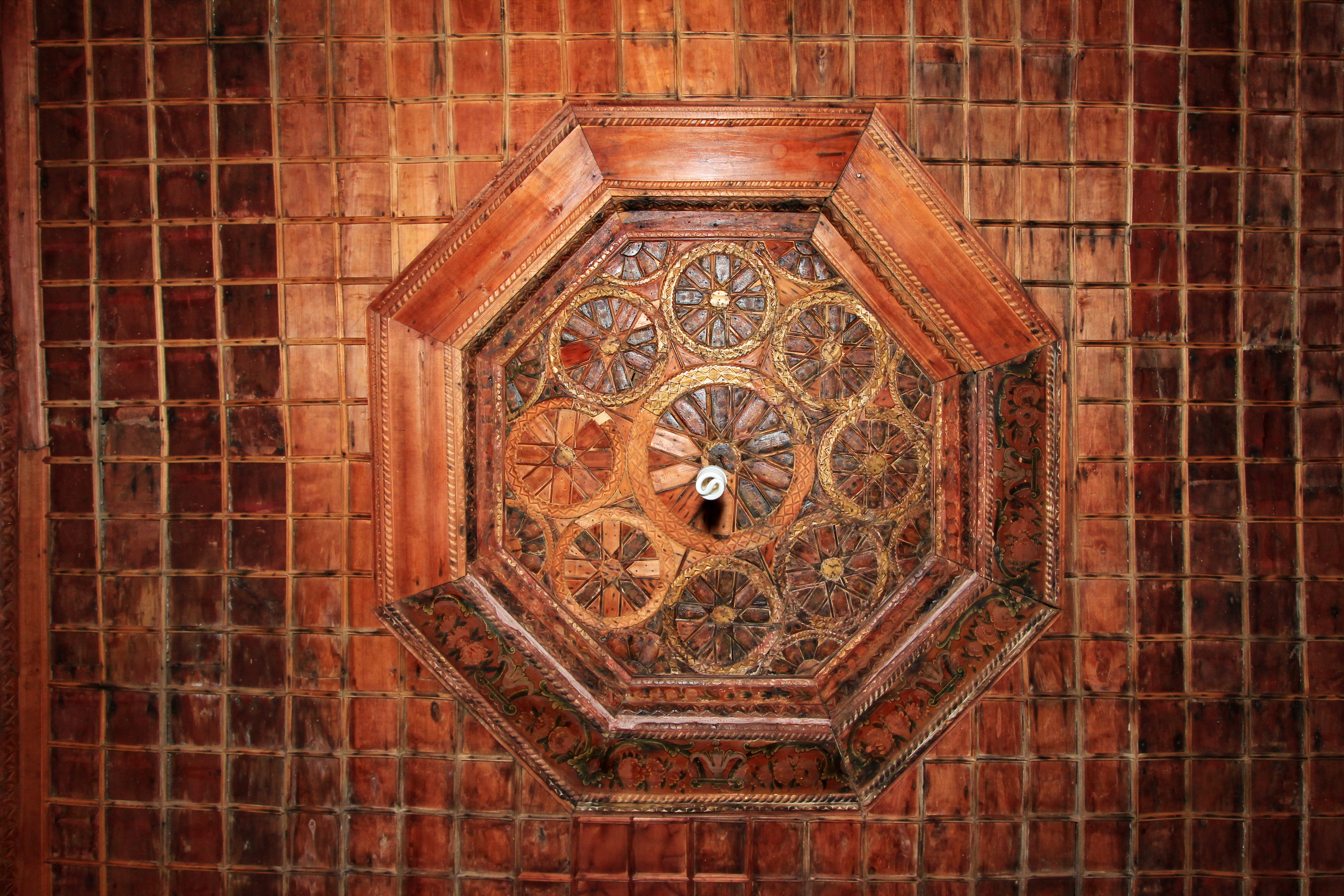
Tetto
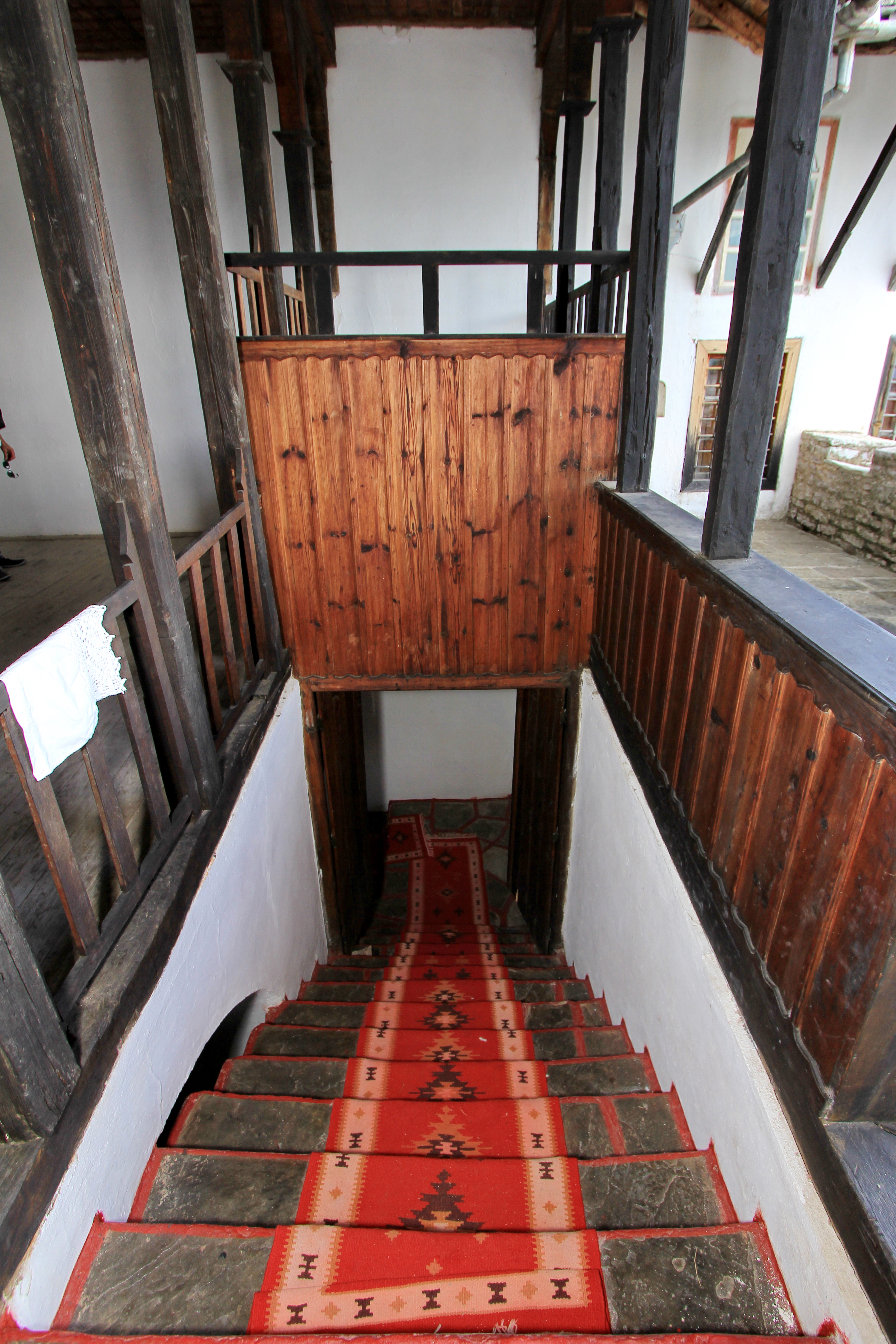
Scale
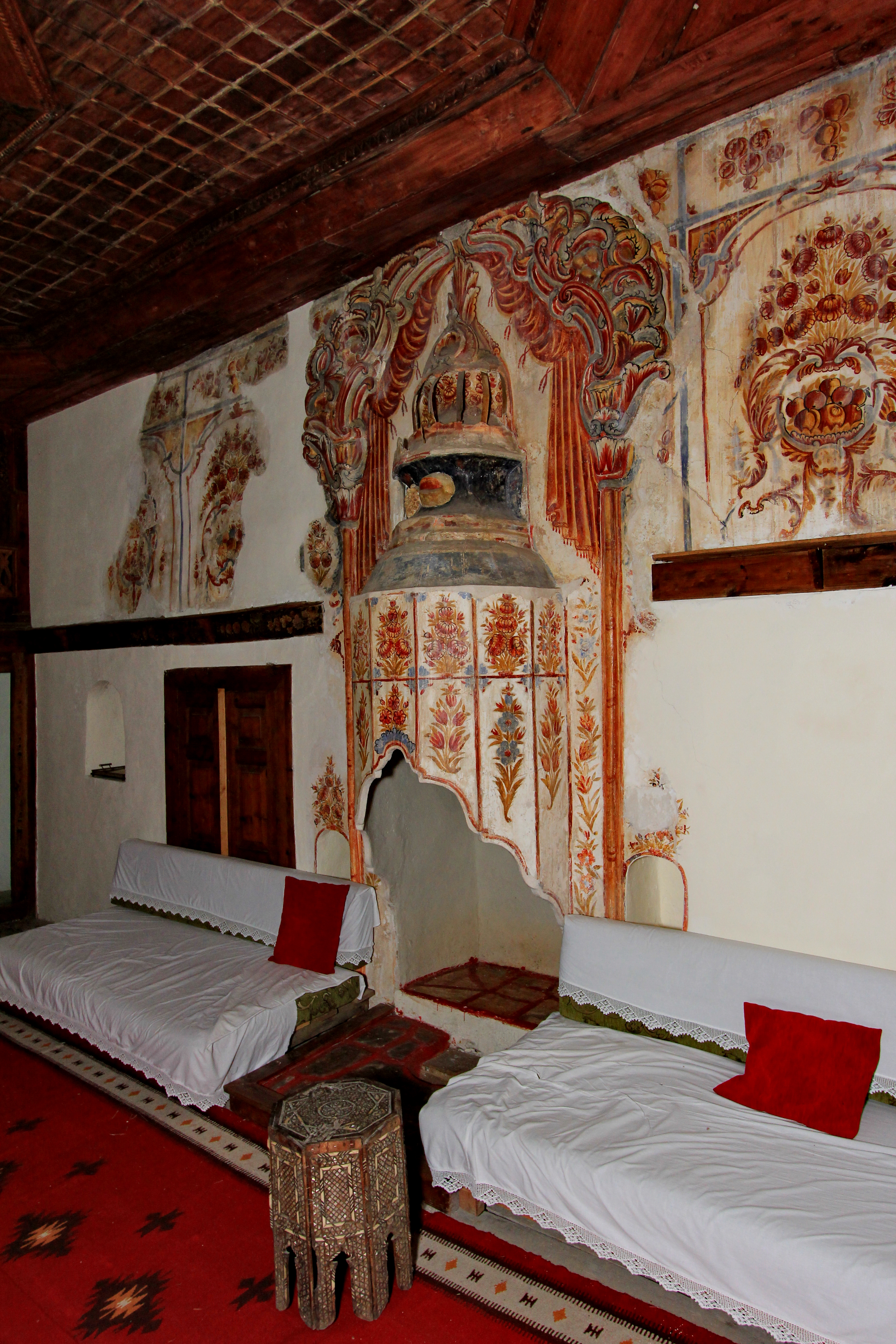
Camino e sala delle udienze
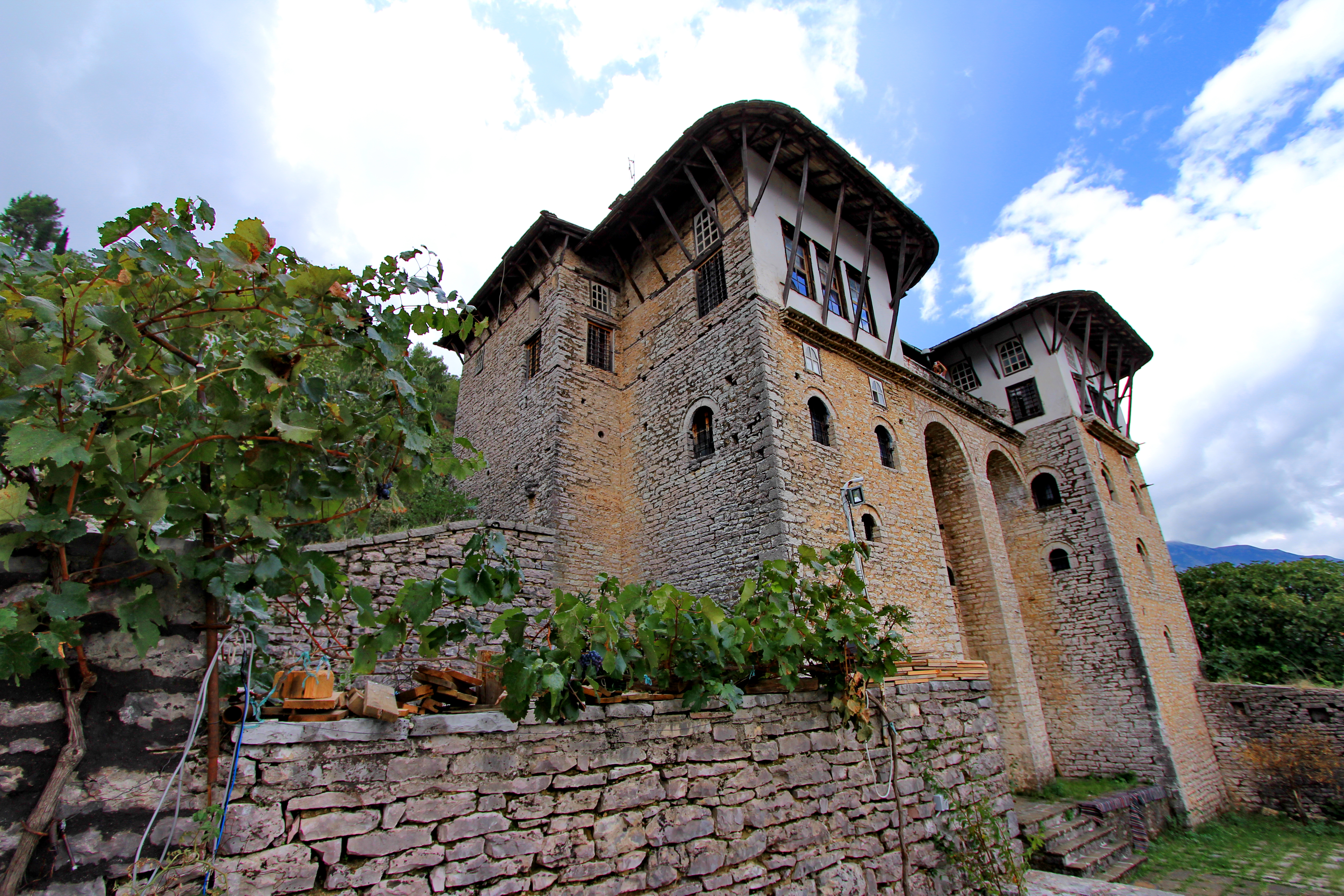
Vista dall'esterno